# Dirty Rotten Scoundrels (musical)
Dirty Rotten Scoundrels (musical) é um musical da Broadway, com letra e música de David Yazbek e um livro de Jeffrey Lane, é baseado no filme de mesmo nome.
John Lithgow, Norbert Leo Butz e Sherie Rene Scott desempenharam as funções de liderança, na abertura, com Joanna Gleason e Gregory Jbara também recebem acima da faturamento título. O espetáculo estreou em San Diego, Califórnia em 22 de setembro de 2004, antes de se mudar para a Broadway, em janeiro de 2005 e abrir oficialmente em março no Imperial Theatre . O espetáculo foi deixado de ser apresentado na Broadway em 3 de setembro de 2006 com um total de 666 desempenhos. O CD Dirty Rotten Scoundrels: Original Broadway Cast Recording foi gravado em 14 de março de 2005 no Right Track Studio em Nova Iorque e foi lançado em 10 de maio do mesmo ano por Ghostlight Records (uma editora de Sh-K-Boom Records).